# Trenutak istine (Kit Teler)
Trenutak istine je epizoda serijala Mali rendžer (Kit Teler) obјavljena u Lunov magnus stripu #202. Epizoda je premijerno u bivšoj Jugoslaviji objavljena u junu 1976. godine. Koštala je 8 dinara (0,44 $; 1,1 DEM). Imala je 118 strana. Izdavač јe bio Dnevnik iz Novog Sada. Naslovna stranica je reprodukcija Donatelijeve naslovnice za originalnu epizodu #83 pod nazivom La fine di un bandito. Autor nije poznat.

## Originalna epizoda
Epizoda je premijerno objavljena u Italiji u svesci #81. pod nazivom Oro! (Zlato!), koja u izdanju Cepima u avgustu 1970. godine.  Koštala јe 200 lira (0,32 $; 1,27 DEM). Epizodu je nacrtao Birađo Balcano, a scenario napisao Andrea Lavezzolo. 

## Reprize
U Italiji je ova epizoda reprizirana u okviru #41 edicije Edizioni If koja je izašla 14.10.2015. Koštala je €8.  U Hrvatskoj je ova sveska objavljena 8.10.2020. pod nazivom Zlato. Cena je bila 39,9 kuna (€5,25), a u Srbiji se prodavala za 450 dinara (3,8 €). U Srbiji do sada epizode Kita Telera nisu reprizirane.

## Prethodna i naredna sveska Malog rendžera u LMS
Prethodna epizoda Malog rendžera nosila je naziv Četvoro smelih (LMS199), a naredna Izvor Kink-hoo (LMS203).
- Mali rendžer #41 Zlato u kojoj je reprizirana ova epizoda u izdanju Ludensa 2020. Autor naslovnice: Massimo Rotundo, 2015.
- Mali rendžer #42 Smrt bandita u kojoj je reprizirana ova epizoda u izdanju Ludensa, 2021. Autor naslovnice: Massimo Rotundo, 2015.